# Thietmar (Lausitz)
Thietmar (* um 990; † 10. Januar 1030) war seit 1015 Markgraf der Lausitz sowie Graf im Schwaben- und Nordthüringgau.

## Leben
Thietmar, der in der älteren Literatur im Bezug auf seinen Großvater, Thietmar I., Markgraf von Meißen, Merseburg und Nordmark, als Thietmar (II.) bezeichnet wird, entstammte dem Geschlecht der Billunger. Sein gleichnamiger Großvater Thietmar war der erste Gemahl der Suanhilde, einer Tochter des Herzogs Hermann Billung. Er selbst war der Sohn Geros und dessen Frau Adelheid.
Nach dessen Tod im Polenfeldzug wurde er 1015 Markgraf der Mark Lausitz. Er verlor große Teile davon nach dem Frieden von Bautzen 1018 an Polen. Seit 1015 kämpfte er auch gegen die Ansprüche Graf Siegfrieds, den Sohn Hodos, konnte sich aber mit Hilfe von Kaiser Heinrich II. behaupten. Er förderte erste deutsche Siedlungen in der Lausitz. Die Mark Lausitz wurde erst wieder nach seinem Tod von seinem Sohn Hodo zurückerobert. Nach dessen Tod starb die Familie aus. Markgraf Thietmar wurde im Kloster Helmarshausen beerdigt.
Im Amt folgte ihm sein einziger Sohn Hodo II. nach. Seine Tochter Oda war in erster Ehe mit Wilhelm III. von Weimar verheiratet, in zweiter mit Dedo II. von Wettin, der als Dedo I. 1046 Markgraf der Lausitz wurde.